# Astragalus karataviensis
Astragalus karataviensis es una especie de planta del género Astragalus, de la familia de las leguminosas, orden Fabales.

## Distribución
Astragalus karataviensis se distribuye por Kazajistán.

## Taxonomía
Fue descrita científicamente por Pavlov. Fue publicada en Byull. Moskovsk. Obshch. Isp. Prir., Otd. Biol., n.s., 44: 37 (1935).